# 岸根公園駅

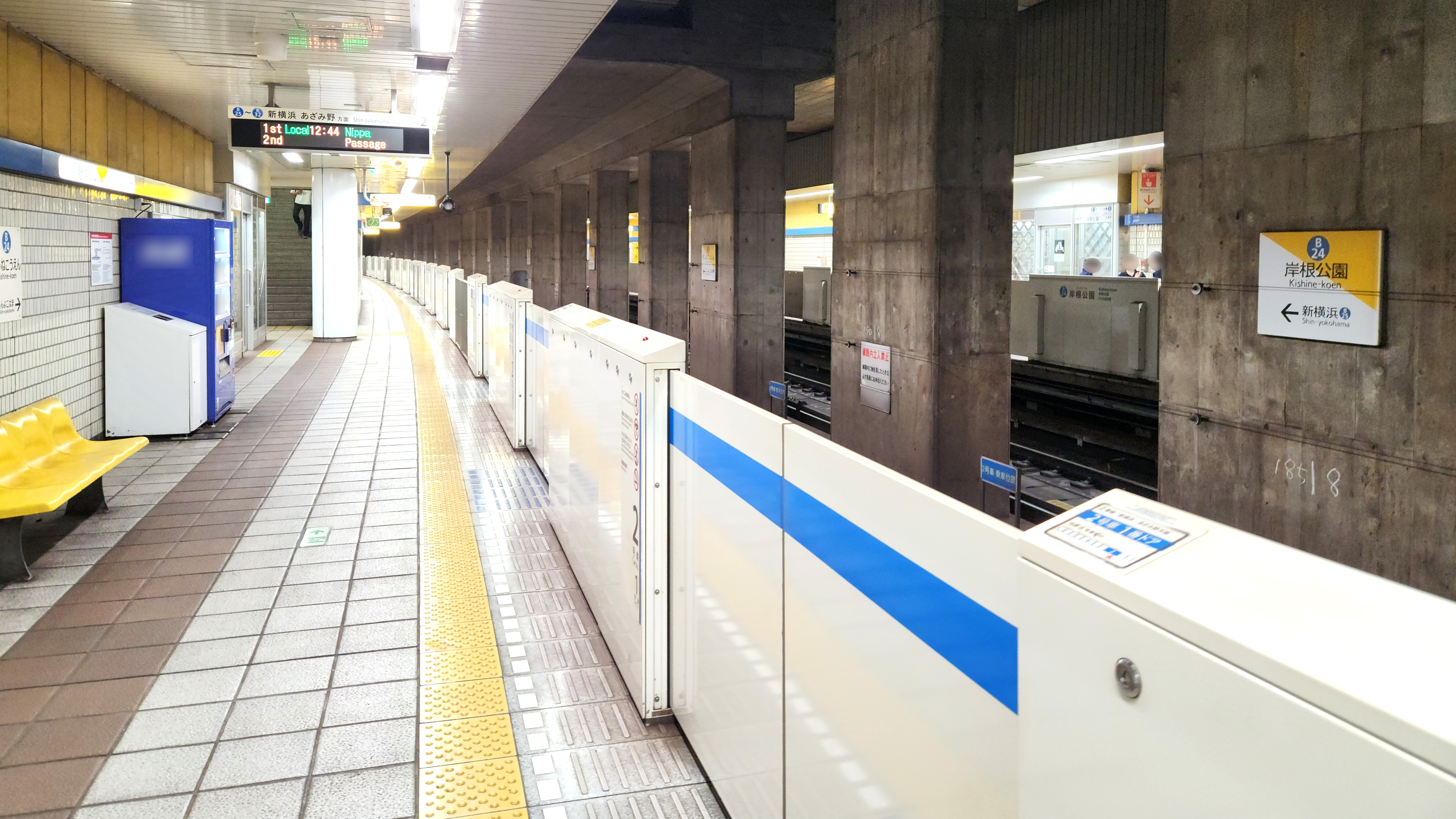
ホーム（2023年7月）

岸根公園駅（きしねこうえんえき）は、神奈川県横浜市港北区篠原町にある、横浜市営地下鉄ブルーライン（3号線）の駅である。駅番号はB24。

## 概要

構内に設置された、岸根公園をモチーフにしたレリーフ。
「池と小さな仲間達」（1985年）

岸根公園内の篠原池の西側に位置している。駅の北側の2番出入口・岸根公園駅自転車駐車場の直下で東日本旅客鉄道（JR東日本）東海道本線の貨物支線（港北トンネル、相鉄・JR直通線）と交差しており、貨物支線は上層部、地下鉄ブルーラインは下層部を通過している。

## 歴史
- 1985年（昭和60年）3月14日 - 開業。
- 2007年（平成19年）4月21日 - ホームドアの使用を開始。
- 2012年（平成24年）4月20日 - docomo Wi-Fiによる、公衆無線LANサービス開始。

### 駅名の由来
近隣の岸根公園から採られた。なお、この岸根公園の場所は戦時中には旧日本軍の高射砲基地があったが、終戦後は接収され在日米軍の岸根キャンプとなっていた。

## 駅構造
相対式ホーム2面2線を有する地下駅。ホームは地下3階に立地する。地下1階と地下2階を連絡する階段・エスカレーターは1か所のみである。エレベーターは地下1階と地下3階の各ホームを連絡するものと、地下1階改札外コンコースと地上を連絡するものが設置されている。通常のルートでは地下1階から地下2階の通路は一つしかないため、地下2階から地上を連絡する避難通路が用意されている。
トイレは地下1階改札内コンコース部にあり、多機能トイレを併設する。
2007年4月21日にホームドアの使用を開始した。

### のりば
| 番線 | 路線         | 行先         |
| ---- | ------------ | ------------ |
| 1    | ブルーライン | 湘南台方面   |
| 2    | ブルーライン | あざみ野方面 |

- 上表の路線名は旅客案内上の名称（愛称）で記載している。

## 利用状況
2022年度の1日平均乗降人員は10,462人（乗車人員：5,232人、降車人員：5,230人）である。周辺駅がおおむね増加傾向にある中で、当駅は横ばい傾向にある。
近年の1日平均乗降・乗車人員推移は下記の通り。
| 年度               | 1日平均 乗降人員 | 1日平均 乗車人員 | 出典     |
| ------------------ | ---------------- | ---------------- | -------- |
| 1984年（昭和59年） |                  | 3,278            |          |
| 1985年（昭和60年） |                  | 2,659            |          |
| 1986年（昭和61年） |                  | 2,806            |          |
| 1987年（昭和62年） |                  | 3,051            |          |
| 1988年（昭和63年） |                  | 3,252            |          |
| 1989年（平成元年） |                  | 3,157            |          |
| 1990年（平成02年） |                  | 3,217            |          |
| 1991年（平成03年） |                  | 3,233            |          |
| 1992年（平成04年） |                  | 3,350            |          |
| 1993年（平成05年） |                  | 3,857            |          |
| 1994年（平成06年） |                  | 3,873            |          |
| 1995年（平成07年） |                  | 3,786            | [ * 1 ]  |
| 1996年（平成08年） |                  | 3,809            |          |
| 1997年（平成09年） |                  | 3,793            |          |
| 1998年（平成10年） |                  | 3,692            | [ * 2 ]  |
| 1999年（平成11年） | 7,124            | 3,633            | [ * 3 ]  |
| 2000年（平成12年） | 7,288            | 3,738            | [ * 3 ]  |
| 2001年（平成13年） | 7,500            | 3,818            | [ * 4 ]  |
| 2002年（平成14年） | 7,512            | 3,883            | [ * 5 ]  |
| 2003年（平成15年） | 7,850            | 4,036            | [ * 6 ]  |
| 2004年（平成16年） | 7,829            | 4,153            | [ * 7 ]  |
| 2005年（平成17年） | 8,244            | 4,328            | [ * 8 ]  |
| 2006年（平成18年） | 8,298            | 4,394            | [ * 9 ]  |
| 2007年（平成19年） | 8,807            | 4,421            | [ * 10 ] |
| 2008年（平成20年） | 10,458           | 5,237            | [ * 11 ] |
| 2009年（平成21年） | 10,888           | 5,444            | [ * 12 ] |
| 2010年（平成22年） | 11,044           | 5,524            | [ * 13 ] |
| 2011年（平成23年） | 10,904           | 5,450            | [ * 14 ] |
| 2012年（平成24年） | 11,153           | 5,578            | [ * 15 ] |
| 2013年（平成25年） | 11,602           | 5,804            | [ * 16 ] |
| 2014年（平成26年） | 11,600           | 5,800            | [ * 17 ] |
| 2015年（平成27年） | 11,557           | 5,778            | [ * 18 ] |
| 2016年（平成28年） | 11,677           | 5,840            | [ * 19 ] |
| 2017年（平成29年） | 11,672           | 5,836            | [ * 20 ] |
| 2018年（平成30年） | 11,530           | 5,757            | [ * 21 ] |
| 2019年（令和元年） | 11,884           | 5,935            | [ * 22 ] |
| 2020年（令和02年） | 8,976            | 4,488            |          |
| 2021年（令和03年） | 10,049           | 5,020            |          |
| 2022年（令和04年） | 10,462           | 5,232            |          |

備考
1. ↑  1985年3月14日開業。開業日から同年3月31日までの計18日間を集計したデータ。

## 駅周辺

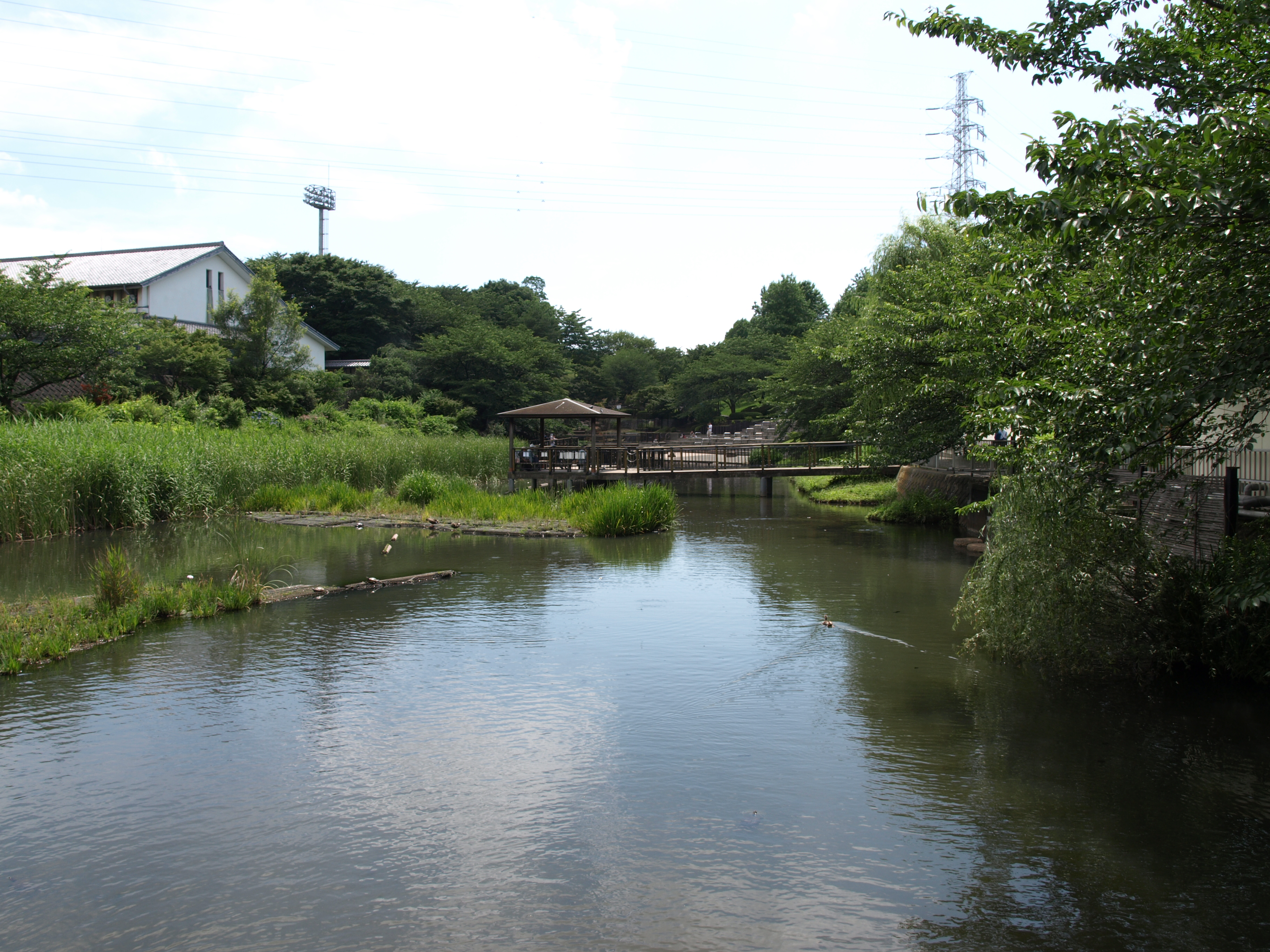
岸根公園（篠原池）

駅前には岸根公園が立地する。また周辺は篠原町、岸根町の住宅地である。
- 出口1
  - 岸根公園
  - 篠原池
  - 横浜市立六角橋中学校
- 出口2
  - 神奈川県立武道館
  - 神奈川県警察交通安全センター
  - 横浜六角橋北郵便局
  - 横浜上麻生道路
  - 横浜市立神橋小学校
- 出口3
  - 武相中学校・高等学校
  - 清心女子高等学校
  - 篠原団地
- 出口4
  - 神奈川県立岸根高等学校
  - 横浜市立篠原西小学校

## バス路線
最寄りのバス停は横浜上麻生線上にある篠原池（岸根公園駅前）停留所であり、横浜市営バスによって運行されている。
| 乗場 | 出口 | 系統 | 主要経由地                   | 行先              | 備考                      |
| ---- | ---- | ---- | ---------------------------- | ----------------- | ------------------------- |
| 1    | 3    | 39   | 六角橋・東神奈川駅西口       | 横浜駅西口        |                           |
| 2    | 2    | 39   | 小机駅前・東本郷町・鴨居駅前 | 緑車庫前 中山駅前 | 中山駅前は平日朝夜2本のみ |

## 隣の駅
横浜市営地下鉄
 ブルーライン（3号線）
■快速
通過
■普通
片倉町駅 (B23) - 岸根公園駅 (B24) - 新横浜駅 (B25)